# ダナン大学工科大学
ダナン大学工科大学（ダナンだいがくこうかだいがく、ベトナム語名：Trường Đại học Bách khoa, Đại học Đà Nẵng、
英語名：The University of Da Nang, University of Technology、略称DUT）は、ベトナム第3の都市ダナンにある国立のダナン大学システム傘下の大学である。別名ダナン科学技術大学。
ベトナム中部最大の工科大学で、国内の工科系大学ではトップクラスであり、ハノイ工科大学・ホーチミン市工科大学とともに三大工科と呼ばれている。

## 沿革
1975年ダナン大学研究所として設立され、1976年にダナン工科大学として認可された（基礎学部・建設学部）。1978年に化学部、1988年にエネルギー学部が設置された。
1994年にダナン大学のメンバーシステムに組み入れられ、加盟校の 1 つとしてのダナン大学工科大学(DUT)となった。

## 概要
ダナン大学工科大学のあるダナン市は、ベトナム5大都市（中央直轄市）の一つであり、良好なインフラとサービスがある同国中部最大の都市であり、積極的な国際交流を長年にわたって推進している。

### 学部専攻
- 電子・化学工学（Electromagnetic-Chemical Technology）
- 建設工学（Construction）
- 工学（Technology）
- 環境工学（Environment Technology）
- 情報工学（Information Technology）
- 造船工学（Shipbuilding Mechanics）
- 電気工学（Electrical Engineering）
- 建設経済・プロジェクト管理学（Construction Economics and Project Management）
- 電子・情報工学教育（Electronic - Informatics Engineering Pedagogy）
- 機械工学教育（Mechanical Engineering Pedagogy）
- 自動製造・オートメーション(Automated Production [Highly-qualified engineers]）
- 公共事業（Public Works Construction）
- 灌漑・水力工学（Irrigation and Hydro-power）
- 生物工学（Biological Technology）
- 金属工学（Metallurgical Mechanics）
- 食品工学（Food Technology）
- 交通工学（Transportation Mechanics）
- 化学工学（Chemical Technology）
- 熱-冷凍工学（Thermal-Refrigeration Engineering）
- 微粒子・高分子工学（Silicate Technology, Polymer Technology）
- 電子・機械工学（Electronic-Mechanical Engineering）
- 電気システム（Electrical System）
- 建築学（Architecture）
- 電子・電気工学教育（Electronic-Electrical Engineering Pedagogy）
- 繊維製造工学（Equipment and Technology for Textile Fabrics Electrical Equipment）
- 海岸工学（Construction of Coastal Works [Highly-qualified engineers]）
- 土木工学（Civil and Industrial Construction）
- 産業技術教育（Industrial Engineering Pedagogy）
- 電子・通信工学（Electronic-Telecommunication）
- 石油化学（Petrol-Chemical）
- 機械製造（Machinery Manufacturing）

### 修士課程
- 機械製造技術（Machinery Manufacturing Technology）
- 工業熱発電（Industrial Thermal Power）
- コンピュータ工学（Computer Science）
- 電子システム・ネットワーク（Electrical System and Network）
- 食品工学（Food Tehcnology）
- 微粒子工学（Silicate Technology）
- 熱機関（Thermal Engines）
- 自動車・トラクター工学（Automobile and Tractor Engineering）
- 自動化技術（Automation）
- 灌漑建設（Irrigational Construction）

### 博士課程
- 河川・海岸管理（Adjusting and Controlling Rivers and Coasts）
- 電子システム・ネットワーク（Electrical System and Network）
- 機械製造工学（Machine Manufacturing Technology）
- 工業熱発電（Industrial Thermal Power）
- 冷凍装置工学（Refrigerating Equipment and Technology）
- 食品工学（Food Technology）
- 水資源開発（Developing Water Supplieds）
- 熱機関（Thermal Engines）
- 機械工学（Mechanical Engineering）
- 食品生物工学（Food Biotechnology）

## 日本の学生交流協定校
- 東京大学
- 京都大学
- 奈良先端科学技術大学院大学
- 筑波大学
- 横浜国立大学
- 大阪公立大学
- 埼玉大学
- 宇都宮大学
- 金沢大学
- 福井大学
- 電気通信大学
- 前橋工科大学
- 長岡技術科学大学
- 豊橋技術科学大学
- 和歌山大学
- 岡山大学
- 徳島大学
- 芝浦工業大学
- 大阪工業大学
- 工学院大学
- 埼玉工業大学
- 福井工業大学
- 崇城大学